# 江藤愛のTBSチャンネルウィークリーナビ!
『江藤愛のTBSチャンネルウィークリーナビ!』（えとうあいのティービーエスチャンネルウィークリーナビ!）は、2012年3月19日から毎週放送されていたTBSチャンネルの番組宣伝番組。月曜日5:50放送分より最新回に更新。無料放送。

## 概要
TBSチャンネルの番組宣伝番組として長らく放送されていた「TBSチャンネルガイド」（2005年3月 - 2012年3月）の後継番組。番組フォーマットは一部を除いて前作と同じ。
- スクランブルがかからない無料放送。
- 10分番組（前作から半減　実際には7分程度）。これまで2本「チャンネルニュース」と「おすすめ番組ガイド」が放送されていたが、これを一つに纏める形にした上で、毎週月曜日に更新される方式（従来は毎月16日更新）になった。
- TBSテレビ女性アナウンサーがナビゲーターを務めて、CG合成によるスタジオで、その週（これまでは月間単位）放送される番組の中からオススメ作品を紹介していく。

今作では、舞台が“バーチャルライブラリー”（仮想図書館）という設定で、CGキャラクターの館長と掛け合いをしながら番組が展開される（ナレーションも含む）。

## 出演
- 江藤愛（TBSアナウンサー）
- 館長 ミケじぃ（アテレコ出演）[1] - 老三毛猫（オス）の擬人化CGキャラクター。

当初2ヶ月程度はこの体裁であったが、その後ミケじぃの登場が無くなり、江藤とナレーターの向井政生が番組案内のナレーションをするシンプルなものに変更された。

## スタッフ
- プロデューサー：橋本浩史
- ディレクター：積田絵美

## 発展解消
この週間案内は9月23日まで放送された9月第4週分までで終了となった。これはスカパー!e2で同10月1日から「TBSチャンネル2」が開局するためによるもので、9月24日初回のものからは再び月間の「TBSチャンネルガイド」に戻った。担当は引き続き江藤愛が務めている。